# Lotto Sport Italia
Lotto Sport Italia este o companie italiană care comercializează diverse articole sportive și vestimentare.

## Istoric
Lotto a fost înființată în 1939 de familia Caberlotto (proprietari ai echipei de fotbal FC Treviso) din Montebelluna, din nordul Italiei, centrul mondial de fabricare a încălțămintei. În iunie 1973, Lotto și-a făcut debutul ca producător de încălțăminte sportivă. Încălțămintea de tenis a semnalat începutul producției, urmate de modele de baschet, volei, atletism și fotbal. 
Îmbrăcămintea sportivă a fost următoarea aventură a companiei. În primii zece ani, Lotto sa concentrat pe piața italiană. În decursul primului său deceniu, strategia corporativă sa concentrat pe realizarea de încălțăminte și îmbrăcăminte de tenis, și sponsorizau nume mari din circuitul de tenis profesionist (Martina Navratilova, Boris Becker, Thomas Muster și Andrea Gaudenzi). În anii '80, Lotto și-a continuat extinderea bazei de afaceri, concurând printre grupurile de producători de ghete și îmbrăcăminte de fotbal. Lotto a început să își creeze primele modele de ghete de fotbal și a semnat acorduri majore de colaborare cu jucători și echipe de renume internațional. Jucătorii de tenis John Newcombe, Andrés Gómez și José Luis Clerc purtau produsele de tenis ale mărcii. 
Astăzi, Lotto își distribuie produsele în peste 70 de țări, prin magazine sportive independente, magazine de specialitate și magazine mari cu departamente sportive; marca folosită pe ceasuri de mână este Lotto Time. Compania susține dezvoltarea magazinelor de colț și a celor emblematice, care sunt acum larg răspândite în Italia și în alte țări.

## Sponsorizare

### Fotbal
- SK Sturm Graz
- Dijon FCO
- FC Sochaux-Montbéliard
- 1. FSV Mainz 05
- Shillong Lajong F.C.
- Semen Padang F.C. (Din 2019)
- Bhayangkara F.C. (Din 2019)
- Hapoel Hadera F.C.
- Maccabi Netanya F.C.
- CS Concordia Chiajna
- Büyükșehir Belediye Erzurumspor
- Göztepe S.K.
- MKE Ankaragücü
- Kedah FA
- PKNS FC

### Tenis
- Leonardo Mayer
- Bradley Mousley
- John Millman
- David Ferrer
- Carla Suarez Navarro
- Agnieska Radwańska
- João Sousa
- Kevin Anderson
- Viktor Troicki
- Lesia Tsurenko
- Elise Mertens
- Kateřina Siniaková
- Kristyna Pliskova
- Jiří Veselý
- Alize Cornet
- Ons Jabeur
- Petra Martic
- Daniil Medvedev
- Nikoloz Basilashvili

## Legături externe
- Site oficial